# Euptychia manasses
Euptychia manasses är en fjärilsart som beskrevs av Felder 1867. Euptychia manasses ingår i släktet Euptychia och familjen praktfjärilar. Inga underarter finns listade i Catalogue of Life.